# Kelvin Amian
Kelvin Amian (Toulouse, Alto Garona, Región de Occitania, Francia, 8 de febrero de 1998) es un futbolista francés que juega como defensa en el F. C. Nantes de la Ligue 1 de Francia.

## Trayectoria
Amian nació en Francia sin embargo tiene origen costamarfileño. En 2005 se unió a la academia de Balma, su primer club, en el cual estuvo hasta 2007. En septiembre de 2007 se une al Toulouse, club en el cual empezó a progresar a través de las categorías juveniles. Entre 2014 y 2016 disputó varios partidos con el equipo B que participaba en el Championnat National 3, jugando de lateral y de defensa central.
El 14 de agosto de 2016 debutó con el primer equipo del Toulouse en la Ligue 1, jugando todo el encuentro que terminó 0-0 contra Olympique de Marsella, primera fecha de la campaña 2016/17. Disputó algunos partidos más y a mitad de temporada se volvió titular con 19 años en la banda derecha. Después de su buen inicio de temporada, firmó en octubre de 2016 su primer contrato profesional por un período de tres años.
En abril de 2017 extendió su contrato hasta 2021 y en su segunda etapa regular en el club, volvió a ser considerado en el equipo titular hasta que el 3 de marzo de 2018 llegó su primer gol con el club, en el empate 1-1 contra Metz. El Toulouse terminó luchando en puestos de descenso, salvando la categoría para la siguiente campaña.
El 2 de agosto de 2018, antes de empezar la temporada 2018/19, la revista Tuttosport lo incluyó en la lista de 80 candidatos al Premio Golden Boy: mejor futbolista del fútbol europeo menor de 21 años, quedando también en la lista recortada de 20.

## Selección nacional
Amian forma parte de la categoría sub-21 de la selección de fútbol de Francia con la cual ha disputado 17 partidos y ha anotado un gol. De igual forma ha integrado las categorías sub-17 (6 partidos), sub-18 (1 partido) y sub-19 (5 partidos).

### Participación en Eurocopas
| Torneo                  | Sede                | Resultado   | Partidos | Goles |
| ----------------------- | ------------------- | ----------- | -------- | ----- |
| Eurocopa Sub-21 de 2019 | Italia · San Marino | Semifinales | 2        | 0     |

## Vida personal
Ha reconocido en entrevistas su admiración al juego de Paul Pogba y del brasileño Maxwell.

## Clubes y estadísticas
Actualizado el 17 de mayo de 2025.
| Toulouse F. C. "II" Francia | 2014-15       | 5.ª           | 1   | 0 | —  | — | — | — | 1   | 0 |
| Toulouse F. C. "II" Francia | 2015-16       | 5.ª           | 18  | 0 | —  | — | — | — | 18  | 0 |
| Toulouse F. C. "II" Francia | 2016-17       | 5.ª           | 3   | 0 | —  | — | — | — | 3   | 0 |
| Toulouse F. C. "II" Francia | Total club    | Total club    | 22  | 0 | 0  | 0 | 0 | 0 | 22  | 0 |
| Toulouse F. C. Francia | 2016-17       | 1.ª           | 22  | 0 | 2  | 0 | — | — | 24  | 0 |
| Toulouse F. C. Francia | 2017-18       | 1.ª           | 37  | 1 | 3  | 0 | — | — | 40  | 1 |
| Toulouse F. C. Francia | 2018-19       | 1.ª           | 32  | 0 | 2  | 0 | — | — | 34  | 0 |
| Toulouse F. C. Francia | 2019-20       | 1.ª           | 20  | 0 | 2  | 0 | — | — | 22  | 0 |
| Toulouse F. C. Francia | 2020-21       | 2.ª           | 36  | 4 | 0  | 0 | — | — | 36  | 4 |
| Toulouse F. C. Francia | Total club    | Total club    | 147 | 5 | 9  | 0 | 0 | 0 | 156 | 5 |
| Spezia Calcio · Italia | 2021-22       | 1.ª           | 32  | 1 | 1  | 0 | — | — | 33  | 1 |
| Spezia Calcio · Italia | 2022-23       | 1.ª           | 30  | 0 | 2  | 0 | — | — | 32  | 0 |
| Spezia Calcio · Italia | 2023-24       | 2.ª           | 19  | 0 | 1  | 0 | — | — | 20  | 0 |
| Spezia Calcio · Italia | Total club    | Total club    | 81  | 1 | 4  | 0 | 0 | 0 | 85  | 1 |
| F. C. Nantes Francia | 2023-24       | 1.ª           | 12  | 0 | —  | — | — | — | 12  | 0 |
| F. C. Nantes Francia | 2024-25       | 1.ª           | 30  | 1 | 2  | 0 | — | — | 32  | 1 |
| F. C. Nantes Francia | Total club    | Total club    | 42  | 1 | 2  | 0 | 0 | 0 | 44  | 1 |
| Total carrera | Total carrera | Total carrera | 292 | 7 | 15 | 0 | 0 | 0 | 307 | 7 |
| (1)Incluye datos de la Copa de la Liga de Francia (2016/17, 2017/18 y 2019/20) y la Copa de Francia (2016/17, 2017/18, 2018/19 y 2019/20). |               |               |     |   |    |   |   |   |     |   |

## Palmarés

### Distinciones individuales
| Distinción                                                                   | Año  |
| ---------------------------------------------------------------------------- | ---- |
| Incluido en la lista de 20 candidatos al Premio Golden Boy según Tuttosport. | 2018 |